# 봉화산로
봉화산로는 이 길이 지나는 곳에 조선시대 봉화가 있어 이름 붙여진 봉화산이 있는 데서 유래되었다. 봉화산로는 중랑구 중화동 330-81번지(이화교)에서 신내동아파트단지를 거쳐 신내동 379-5번지(능산길)에 이르는 폭 20m, 길이 2,540m의 도로이다.